# Petru Munteanu
Petru Munteanu (* 26. Juni 1940 in Rumänien; † 17. November 2023 in Augsburg) war ein deutscher Violinist und Violinpädagoge rumänischer Abstammung. 

## Leben
Munteanu absolvierte das Violinstudium in Bukarest bei George Manoliu, einem Schüler von George Enescu und absolvierte Meisterkurse bei Juri Issajewitsch Jankelewitsch in Moskau und Michael Weiman in Leningrad. Einige Jahre nach seiner Ausbildung wurde er Direktor der Spezialschule für Musik in Bukarest und unterrichtete anschließend an der Musikhochschule Bukarest. Ab 1970 unterrichtete Munteanu in Deutschland an der Musikhochschule Lübeck und der Hochschule für Musik und Theater Hamburg. 1979 erhielt Munteanu die deutsche Staatsbürgerschaft. 1986 rief er den Internationalen Violinwettbewerb in Kloster Schöntal (Baden-Württemberg) ins Leben. 1994 erfolgte ein Ruf an die Hochschule für Musik und Theater Rostock als Abteilungsleiter der Streicherklassen. Ab 2012 lehrte er am Leopold Mozart College of Music der Universität Augsburg.
Munteanu gab internationale Meisterklassen in vielen Ländern wie beispielsweise Russland, Ukraine, China, USA, Spanien, Polen, Rumänien, der Tschechischen Republik und der Schweiz und er war Jury-Mitglied vieler internationaler Wettbewerbe. Von 2000 bis 2004 war er Präsident der deutschen Sektion der European String Teachers Association. Viele seiner Schüler wie beispielsweise Łucja Madziar, Baiba Skride oder Tomo Keller sind Mitglieder bekannter europäischer Orchester und teilweise Konzertmeister.

## Auszeichnungen
2008 wurde Munteanu mit dem Orden für Verdienste um Litauen (Ritterkreuz) ausgezeichnet.

## Veröffentlichungen
- Petru Munteanu: Violingeheimnisse aus 500 Jahren. Leopold Mozarts Violinschule im Kontext der Traditionen des Violinunterichts. Wißner-Verlag, 2023, ISBN 978-3-95786-306-5.